# Andrea C.
Die Andrea C. war ein Passagierschiff der italienischen Costa Crociere, das 1942 als Frachtschiff unter dem Namen Ocean Virtue in Dienst gestellt und 1946 für den Passagierbetrieb umgebaut wurde. Das seit 1959 auch für Kreuzfahrten eingesetzte Schiff blieb bis 1981 in Fahrt und ging 1982 nach La Spezia, wo 1983 der Abbruch erfolgte.

## Geschichte
Die Ocean Virtue entstand unter der Baunummer 26 bei Todd-California Shipbuilding Corporation in Richmond und wurde am 27. Juni 1942 an das British Ministry of War Transport abgeliefert. Im Oktober 1942 ging das Schiff an die in London ansässige Prince Line.
Nach gut einem Jahr im Dienst wurde die Ocean Virtue am 21. Juli 1943 von einem Torpedo getroffen und versenkt. Sie konnte am 30. September geborgen werden, kehrte jedoch nicht in den Dienst für die Prince Line zurück, sondern war stattdessen ab April 1944 in Catania aufgelegt, wo sie den Rest des Krieges verbrachte.
1946 kaufte die neu gegründete italienische Reederei Costa Crociere die Ocean Virtue und ließ sie in Genua zu einem Passagierschiff umbauen. Das bisher 134,57 Meter lange Schiff wurde durch den Umbau auf 142,27 Meter verlängert, die Vermessung erhöhte sich von 7.174 auf 8.604 BRT. Im April 1948 erhielt die ehemalige Ocean Virtue den Namen Andrea C. und nahm im Juni 1948 den Liniendienst von Genua nach Brasilien auf.
1959 erhielt die Andrea C. einen Umbau zum Kreuzfahrtschiff. Hierbei wurde auch ihre Dampfmaschine durch einen moderneren Dieselmotor ausgetauscht. Am 27. Juli 1959 absolvierte das fortan im Mittelmeer stationierte Schiff seine erste Kreuzfahrt.
Nach mehr als zwanzig Jahren im Dienst als Kreuzfahrtschiff wurde die mittlerweile 39 Jahre alte Andrea C. am 10. Oktober 1981 ausgemustert und aufgelegt. Am 15. Dezember 1982 traf das Schiff zum Abwracken in der Santa Maria Yard in La Spezia ein. Die Abbrucharbeiten erfolgten 1983.